# Pazin
Pazin (en italien : Pisino, en allemand : Mitterburg) est une ville et une municipalité en Croatie, chef-lieu du comitat d'Istrie.

## Géographie
La ville se situe dans l'intérieur de la péninsule d'Istrie. Elle abrite le parlement régional di comitat, où l’italien est reconnu comme langue officielle minoritaire. Au recensement de 2001, la municipalité comptait 9 227 habitants, dont 86,51 % de Croates et la ville seule comptait 4 986 habitants.

### Localités
En 2006, la municipalité de Pazin comptait 19 localités :
| - Beram - Bertoši - Brajkovići - Butoniga - Grdoselo - Heki - Ježenj | - Kašćerga - Kršikla - Lindar - Lindarski Katun - Pazin - Stari Pazin - Trviž | - Vela Traba - Zabrežani - Zamask - Zamaski Dol - Zarečje |

### Climat
| Mois                                             | jan.         | fév.         | mars         | avril       | mai          | juin         | jui.         | août        | sep.         | oct.         | nov.          | déc.          | année          |
| ------------------------------------------------ | ------------ | ------------ | ------------ | ----------- | ------------ | ------------ | ------------ | ----------- | ------------ | ------------ | ------------- | ------------- | -------------- |
| Température minimale moyenne (°C)                | −1,9         | −2,1         | 0,5          | 3,9         | 8,1          | 11,4         | 13,3         | 12,9        | 9,6          | 6,1          | 1,9           | −0,9          | 5,2            |
| Température moyenne (°C)                         | 3            | 3,5          | 6,4          | 9,9         | 14,8         | 18,3         | 20,8         | 20,2        | 16           | 11,7         | 6,9           | 3,9           | 11,3           |
| Température maximale moyenne (°C)                | 8,7          | 10           | 13           | 16,2        | 21,6         | 25,1         | 28,4         | 28,5        | 23,9         | 18,7         | 12,9          | 9,5           | 18             |
| Record de froid (°C) date du record              | −18,7 8/1985 | −15,9 2/1991 | −14 2/2005   | −7,8 8/2003 | −2,5 2/1962  | 1,7 7/1986   | 5,2 22/1968  | 3,5 31/1995 | −2 29/1977   | −5,6 31/1991 | −10,5 25/1975 | −15,5 20/2009 | −18,7 8/1/1985 |
| Record de chaleur (°C) date du record            | 21,4 31/1989 | 23 29/2012   | 26,5 25/1977 | 28,8 9/2011 | 33,7 25/2009 | 35,8 27/2019 | 38,6 19/2007 | 39,5 3/2017 | 34,8 17/1987 | 28,8 2/2011  | 25,2 3/2004   | 21,6 4/1979   | 39,5 3/8/2017  |
| Nombre de jours avec gel                         | 17,6         | 18,1         | 14,6         | 7           | 0,5          | 0            | 0            | 0           | 0,3          | 5,8          | 13,4          | 17,4          | 94,9           |
| Ensoleillement (h)                               | 86,8         | 118,7        | 142,6        | 165         | 210,8        | 222          | 275,9        | 266,6       | 207          | 151,9        | 90            | 74,4          | 2 011,7        |
| Précipitations (mm)                              | 74,7         | 66,9         | 78,8         | 91,7        | 79,1         | 92,7         | 65           | 94,9        | 102,8        | 123,5        | 123,7         | 92,6          | 1 066,4        |
| Nombre de jours avec précipitations              | 10           | 8,1          | 9,4          | 13,1        | 11,9         | 12,1         | 8,5          | 9,1         | 9,6          | 10,9         | 11,2          | 10,4          | 124,2          |
| dont nombre de jours avec précipitations ≥ 10 mm | 2,7          | 2,4          | 2,4          | 3,1         | 2,4          | 3,1          | 2,2          | 3           | 3,3          | 4,2          | 4,1           | 3,3           | 36,2           |
| Humidité relative (%)                            | 78,6         | 73           | 70,8         | 71,4        | 72,1         | 71,9         | 68,4         | 70,6        | 76,6         | 78,6         | 79,4          | 79,3          | 74,2           |
| Nombre de jours avec neige                       | 1,5          | 0,9          | 0,5          | 0           | 0            | 0            | 0            | 0           | 0            | 0            | 0,1           | 0,5           | 3,6            |
| Nombre de jours d'orage                          | 0,4          | 0,4          | 1,1          | 2,8         | 4,9          | 8,3          | 7            | 6,9         | 4,6          | 2,6          | 1,5           | 0,7           | 41,3           |
| Nombre de jours avec brouillard                  | 8            | 4,4          | 2,7          | 1,8         | 1,6          | 1,5          | 0,7          | 1,4         | 5,4          | 7,7          | 7,7           | 7,9           | 50,7           |

| Diagramme climatique                                  |            |           |             |             |              |            |              |              |              |              |             |
| J                                                     | F          | M         | A           | M           | J            | J          | A            | S            | O            | N            | D           |
| 8,7−1,974,7                                           | 10−2,166,9 | 130,578,8 | 16,23,991,7 | 21,68,179,1 | 25,111,492,7 | 28,413,365 | 28,512,994,9 | 23,99,6102,8 | 18,76,1123,5 | 12,91,9123,7 | 9,5−0,992,6 |
| Moyennes : • Temp. maxi et mini °C • Précipitation mm |            |           |             |             |              |            |              |              |              |              |             |

## Histoire

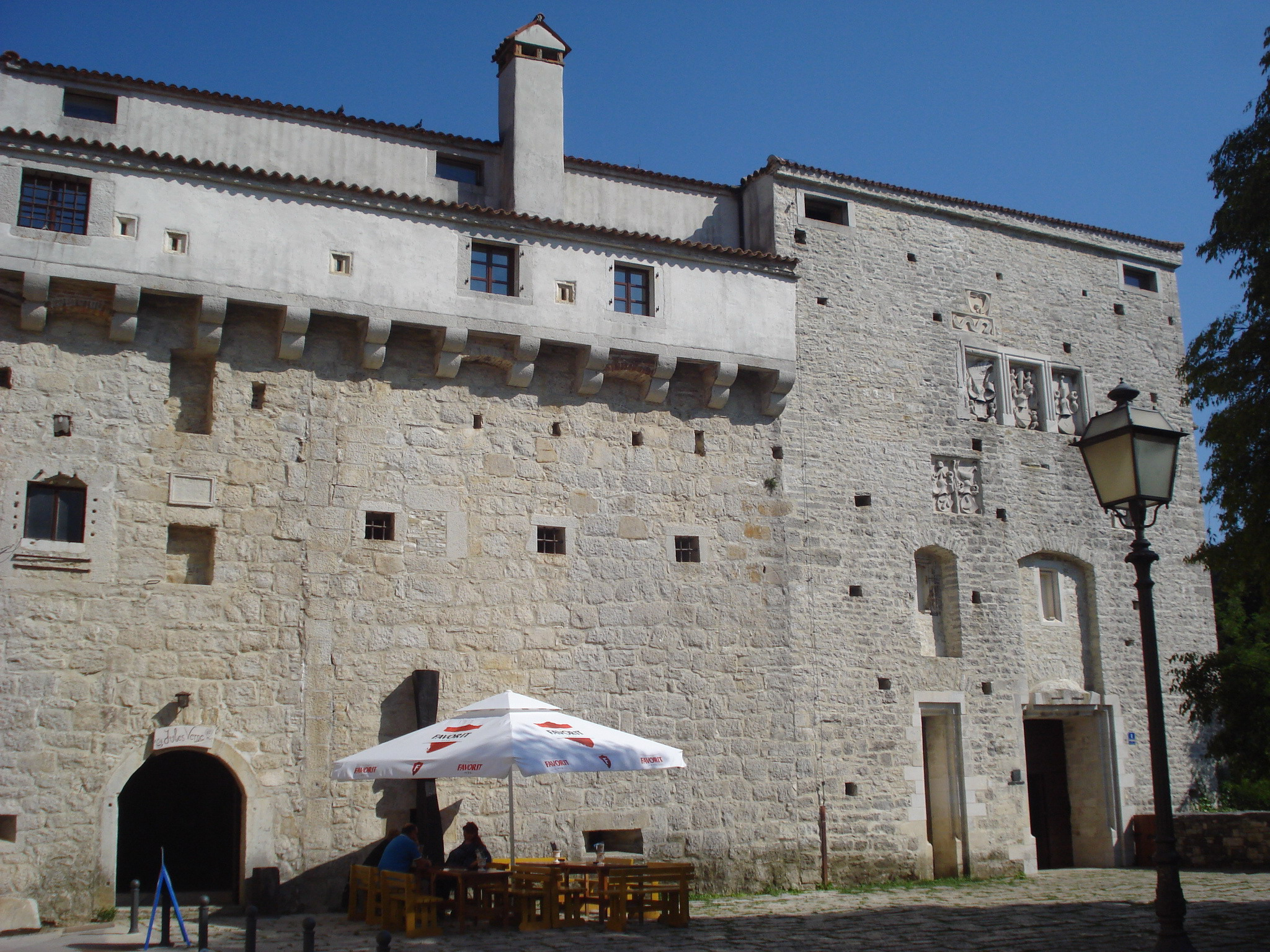
Le château de Pazin.

La ville s'est formée autour d'un château dont le nom est évoquée pour la première fois le 7 juin 983 dans un acte de donation de l'empereur Otton II à l'archevêque de Poreč (Parenzo) où il est fait mention d'un castrum Pisinum pour désigner le château médiéval de Pazin. Construite haut sur un rocher escarpé, la forteresse devient possession du comte bavarois Meinhard von Schwarzenburg (en croate : Črni grad) au XIIe siècle, puis des comtes de Goritz. Elle passe ensuite à la maison autrichien des Habsbourg en 1374, à peu près à la même période où la plupart des côtes et la moitié sud-est de l'Istrie passe à la république de Venise (de 1420 à 1797). Pazin fut le chef-lieu de la marche d'Istrie restante, la moitié nord-ouest et l'intérieur de la péninsule appartiennent aux Habsbourg en les domains d'Autriche intérieure.
Sous les Habsbourg, le fief fut confirmé aux plusieurs familles nobles, comme les Auersperg, les della Torre, les Fugger, les Turinetti et la maison de Walsee.
Le château est rénové aux XVe et XVIe siècles, et démantelé de ses fortifications aux XVIIIe et XIXe siècles. En 1766, il est vendu à la famille Montecuccoli. Il accueille aujourd'hui le musée ethnographique d'Istrie.

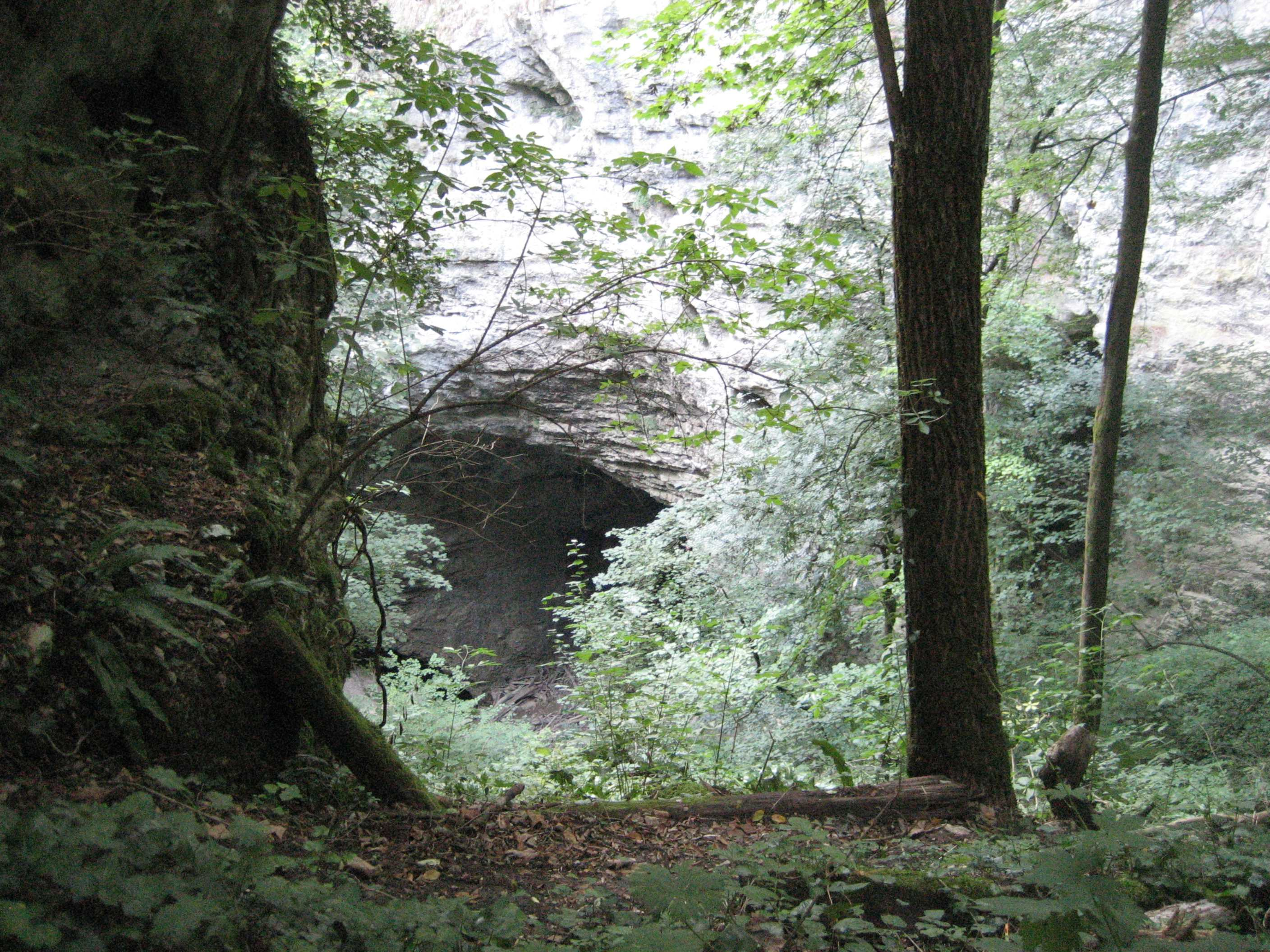
Le gouffre de Pazin.

La ville faisait partie des Provinces illyriennes de 1809 à 1813, puis du Littoral de l'empire d'Autriche.
Le gouffre (ponor) de Pazin (Pazinska jama : 130 m), situé sous le château, a été exploré en 1893 par le spéléologue français Édouard-Alfred Martel et a inspiré un roman de Jules Verne, Mathias Sandorf (1885). Le protagoniste, emprisonné dans le donjon du château, parvient à s'en échapper à la veille de son exécution en descendant le long du câble du paratonnerre, avant d'être contraint de plonger dans le gouffre de Pazin et de descendre le cours du ruisseau jusqu'au littoral oriental de l'Istrie. Chaque année, au mois de juin, la Société Jules Verne de Croatie organise un festival Jules Verne autour du château avec reconstitutions d'après le roman.

## Personnalités
- Juraj Dobrila (1812-1888), évêque, a suivi l'école à Pazin
- Luigi Dallapiccola (1904-1975), compositeur
- Pier Antonio Quarantotti Gambini (1910-1965), écrivain
- Édouard Dermit (1925-1995), peintre et acteur Français
- Vinko Jelovac (né 1948), joueur de basket-ball

## Maire
| Législature | Nom            | Parti(s)    | Note  |
| ----------- | -------------- | ----------- | ----- |
| 2005-2009   | Neven Rimanić  | IDS         |       |
| 2009-2013   | Renato Krilčić | IDS-SDP-HNS | [ 5 ] |